# Bhaskara I
|  | No s'ha de confondre amb Bhaskara II. |

Bhaskara I (marathi: भास्कर)  (Regió de Saurashtra, c. 600 - Asmaka, c. 680) fou un matemàtic indi del segle VII. Actualment se'l coneix com a Bhaskara I per a diferenciar-lo d'un altre matemàtic indi del mateix nom del segle xii (Bhaskara II).

## Vida i obra
No es coneix res de la seva vida. Els llocs de mort i naixement es suposen a partir del que ell mateix diu a les seves obres, però podrien ser a la inversa.
Es coneixen tres tractats seus:
- Mahabhaskariya
- Laghubhaskariya, del qual va escriure un comentari Sankara Narayana en el segle IX
- Aryabhatiyabhasya, datat l'any 628.

Els dos primers són comentaris de la, avui perduda, astronomia d'Aryabhata (Aryabhata Sidhanta). En ells exposa explicacions i interpretacions del raonament astronòmic d'Aryabhata.
Més interès té la tercera de les seves obres, perquè és el primer tractat matemàtic indi que no està escrit en vers, per això proporciona una informació preciosa sobre l'evolució dels conceptes matemàtics i astronòmics en la seva època.
Com aportacions interessants en aquests tractats es poden citar: 1) Una funció racional que aproxima el valor sinus, 2) L'afirmació de la irracionalitat del nombre π.
És molt curiosa la fórmula per aproximar els sinus d'un angle que explica, en llenguatge molt poètic, als versos 17-19 del capítol VII del Mahabhaskariya, que es poden traduir, molt lliurement, com segueix:
| «                                                    | (sànscrit) मख्यादिरहितं कर्मं वक्ष्यते तत्समासतः। चक्रार्धांशकसमूहाद्विधोध्या ये भुजांशकाः॥१७॥ तच्छेषगुणिता द्विष्टाः शोध्याः खाभ्रेषुखाब्धितः। चतुर्थांशेन शेषस्य द्विष्ठमन्त्य फलं हतम् ॥१८॥ बाहुकोट्योः फलं कृत्स्नं क्रमोत्क्रमगुणस्य वा। लभ्यते चन्द्रतीक्ष्णांश्वोस्ताराणां वापि तत्त्वतः ॥१९॥ | (català) (Ara) exposo breument la regla (per trobar el bhujaphala i el kotiphala) sense fer ús de les diferències Rsine 225, etc. Resteu els graus d'un bhuja (o koti) dels graus d'un mig cercle ( és a dir, 180 graus). A continuació, multipliqueu la resta pels graus del bhuja o koti i poseu el resultat en dos llocs. En un lloc resteu el resultat de 40500. Per una quarta part de la resta (obtinguda així), dividiu el resultat a l'altre lloc multiplicat per l'antiàfala (és a dir, el radi epicíclic). Així s'obté tota la bahuphala (o, kotiphala) per al sol, la lluna o els planetes. Així també s'obtenen les Rsines directes i inverses. | » |
| — Bhaskara I, Mahabhaskariya, Cap. VII, versos 17-19 | | |   |

Això en notació moderna seria:
{\displaystyle \sin \phi \approx {\frac {16\phi (\pi -\phi )}{40500-4\phi (\pi -\phi )}}}, mesurant {\displaystyle \phi } en graus sexagèsimals.
És sorprenent el grau d'aproximació d'aquesta fórmula als valors correctes dels sinus, donant diferències inferiors al 1%. Aquesta fórmula, amb variants, va ser reproduïda a gairebé tots els texts matemàtics i astronòmics indis contemporanis i posteriors, com els de Brahmagupta, Vatesvara, Śrīpati, Bhaskara II, Narayana Pandit o Daivajna.
No se sap com va derivar aquesta fórmula que, com moltes altres aportacions de la matemàtica india, està feta en vers mol poètic, sense cap mena de justificació. Tot el que es poden fer son especulacions sobre els probables mètodes emprats per arribar a ella.